# 中国自然歩道
中国自然歩道（ちゅうごくしぜんほどう）は、中国地方5県にまたがる全長約2,200kmの長距離自然歩道。全ルートが一つながりにはなっているが、コースは10〜50km程度で細分化されており、各区間ごとに踏破することが可能となっている。
自然遊歩道は、いくつも点在する関係自然公園のなか通過しており、瀬戸内海国立公園や大山隠岐国立公園、山陰海岸国立公園の3つの日本の国立公園と、氷ノ山後山那岐山国定公園、秋吉台国定公園、比婆道後帝釈国定公園、西中国山地国定公園の4つの国定公園を通る。

## 歴史
- 1969年（昭和44年）　厚生省（現・厚生労働省）が長距離自然歩道をつくることを提案（現在は環境省の管轄）。
- 1970年（昭和45年）　関係自治体の協力のもとに整備が始められる。
- 1983年（昭和53年）　一週ルートと南北ルートが完成。
- 2006年（平成18年）　新ルートの整備開始。

## 主なルート

### 一周ルート
- 起点：山口県下関市火の山[1]（関門国道トンネル人道入口）
- 終点：山口県下関市火の山[1]（関門国道トンネル人道入口）
  - 往路・復路の重複区間があるため、実質的な終点は山口県美祢市美東町（秋吉台）。
- 主な通過場所：
  - 山口県 - 火の山、秋芳洞、東鳳翩山、長門峡、川棚温泉、長府
  - 島根県 - 三瓶山、出雲大社、美保関、断魚渓、千丈渓、石見銀山跡、温泉津温泉
  - 鳥取県 - 大山、鳥取砂丘、芦津渓谷
  - 岡山県
    - 中国山地横断ルート - 若杉原生林、大原宿場跡、宮本武蔵生誕地、大聖寺、蓮花寺、白水の滝
    - 吉備高原横断ルート - 八塔寺、真木山、誕生寺、両山寺、志呂神社、豊楽寺、加茂総社宮、備中松山城、山中鹿之介墓

  - 広島県 - 山野峡、仙養ヶ原、水分峡、佛通寺、絵下山、灰が峰、武田山、野呂山、羅漢山、高尾城跡、二級峡
- 延長：1,733km

### 南北ルート
- 起点：広島県福山市（山野峡）
- 終点：島根県出雲市（一畑薬師）
- 主な通過場所：
  - 広島県 - 帝釈峡
  - 島根県 - 宍道湖
- 延長：173km

### 新ルート
- 起点：岡山県高梁市
- 終点：香川県高松市（国分駅）
- 主な通過場所：
  - 岡山県 
    - 渓谷ルート - 豪渓
    - 吉備路ルート
    - 瀬戸内ルート
- 延長：140km

## 備考
広島市付近では西区山本町と己斐本町が入口で畑峠を越えて広島市立大学に出る道となっている。
道の下には、広島高速4号線のトンネルがある。
途中に、己斐ヶ丘病院がある。